# Platyscapa sahiana
Platyscapa sahiana är en stekelart som beskrevs av Priyadarsanan och Abdurahiman 1997. Platyscapa sahiana ingår i släktet Platyscapa och familjen fikonsteklar. Inga underarter finns listade i Catalogue of Life.